# Michel Le Tellier (Jesuit)

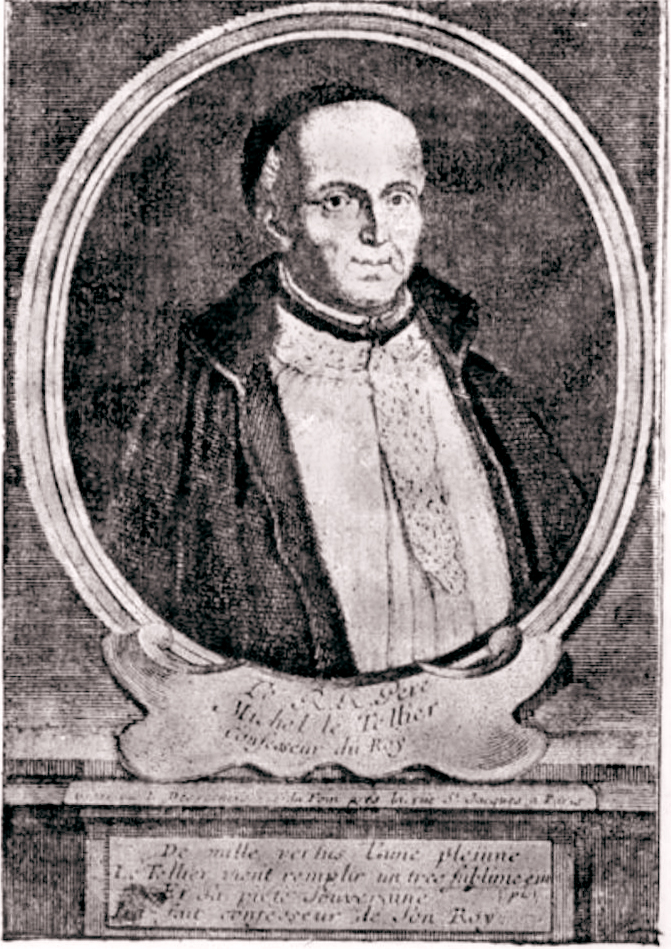
Michel Le Tellier

Michel Le Tellier (* 16. Oktober 1643 in Le Vast bei Cherbourg; † 2. September 1719 in La Flèche, Pays de la Loire) war ein französischer Jesuit, Provinzial des Jesuitenordens und Beichtvater Ludwigs XIV. Le Tellier gehörte zu den Mitbegründern des Journal de Trévoux.

## Leben
Le Tellier, der einer bäuerlichen Familie entstammte, wurde am Jesuitenkolleg in Caen ausgebildet und trat im Alter von 18 Jahren in den Orden ein. Nach  seinem Studium  war er Professor und schließlich Leiter des renommierten Collège Louis Le Grand in Paris. 1709, nach dem Tod von Pater La Chaise, wurde er dessen Nachfolger als Beichtvater des Königs und als Provinzial seines Ordens. Im selben Jahr wurde er Mitglied der Académie des inscriptions et belles-lettres. Le Tellier übte in seiner Position als Beichtvater Ludwigs XIV. einen großen Einfluss am Hof aus und nutzte ihn zum Kampf gegen die Jansenisten, der mit der Schließung des Klosters von Port Royal des Champs, einer Hochburg der Jansenisten, endete. 1713 erließ Papst Clemens XI. auf Drängen Ludwigs XIV. die gegen Irrlehren der Jansenisten gerichtete Bulle Unigenitus Dei filius von 1713.
Le Tellier erarbeitete zusammen  mit Dominique Bouhours und Pierre Besnier eine Übersetzung des Neuen Testaments ins Französische nach der Vulgata, die 1686 unter dem Titel Le Nouveau Testament de Nostre Seigneur Jesus-Christ in Paris gedruckt wurde.
Nach dem Tod des Königs wurde Le Tellier aus Paris vertrieben und hielt sich zunächst in Amiens auf, später in La Flèche, wo er zunächst noch am dortigen Jesuitenkolleg unterrichtete und schließlich am 2. September 1719 verstarb.

## Literarische Rezeption
Basierend auf den Memoiren Saint-Simons zu dem Jahr 1709 ist Le Tellier eine Hauptfigur in Conrad Ferdinand Meyers Novelle Das Leiden eines Knaben.

## Werke
- Histoire de la persécution de deux saints évêques par les Jésuites l’un, Dom Bernardin de Cardenas, évêque du Paraguay dans l’Amérique méridionale, l’autre, Dom Philippe Pardo, archevêque de l’église de Manille métropolitaine des Isles Philippines dans les Indes orientales, Cologne, Gervimis Quentel, 1691
- Defense des nouveaux chrestiens et des missionnaires de la Chine, du Japon, & des Indes : contre deux livres intitulez, La morale pratique des jésuites, et L’esprit de M. Arnauld, Paris Estienne Michallet, 1687–1690
- Histoire des cinq propositions de Jansenius, Liege, Moumal, 1699
- Le P. Quesnel heretique dans ses Réflexions sur le Nouveau Testament, Bruxelles, M. Michiels, 1705
- L’erreur du péché philosophique combattue par les Jésuites, Liège, Pierre Borgelot, 1691
- Lettre à Monsieur ** docteur de Sorbonne : au sujet de la révocation faite par M. l’abbé de Brisacier de son approbation donnée en 1687 au livre intitulé, Défense des nouveaux Chrestiens & des missionnaires de la Chine, &c., Paris, [s.n.], 1700
- Lettre d’un docteur en théologie à un missionnaire de la Chine, qui lui a proposé divers doutes sur le chemin qui doit suivre dans ces missions [S.l.n.d.], 1636
- Lettre d’un théologien à une personne de qualité, sur le nouveau livre des jésuites, contre la Morale pratique, intitulé défense des nouveaux chrestiens, &c., Paris, [s.n.], 1688
- Observations sur la Nouvelle défense de la version françoise du Nouveau Testament imprimée à Mons. Pour justifier la conduite des papes, des évêques & du roy, à l’ègard de cette version, Rouen, Estienne Michallet, 1685, 1684
- Recueil de pièces concernant les religieuses de Port-Royal des Champs, qui se sont soumises à l'Eglise, Paris, Imprimerie Royale, 1710
- Recueil historique des bulles et constitutions, brefs, décrets & autres actes, concernans les erreurs de ces deux derniers siècles : tant dans les matières de la foy que dans celles des mœurs, depuis le Saint Concile de Trente, jusqu’à nôtre temps, Mons, Gaspard Migeot, 1698